# Vargiádes
Vargiádes (Vargiades) är en ort i Grekland.   Den ligger i prefekturen Nomós Ioannínon och regionen Epirus, i den centrala delen av landet, 300 km nordväst om huvudstaden Aten. Vargiádes ligger 805 meter över havet och antalet invånare är 188.
Terrängen runt Vargiádes är huvudsakligen kuperad, men åt nordväst är den bergig. Runt Vargiádes är det glesbefolkat, med 20 invånare per kvadratkilometer. Närmaste större samhälle är Anatolí, 19,3 km norr om Vargiádes. I omgivningarna runt Vargiádes växer i huvudsak blandskog.